# Annerose Akaike

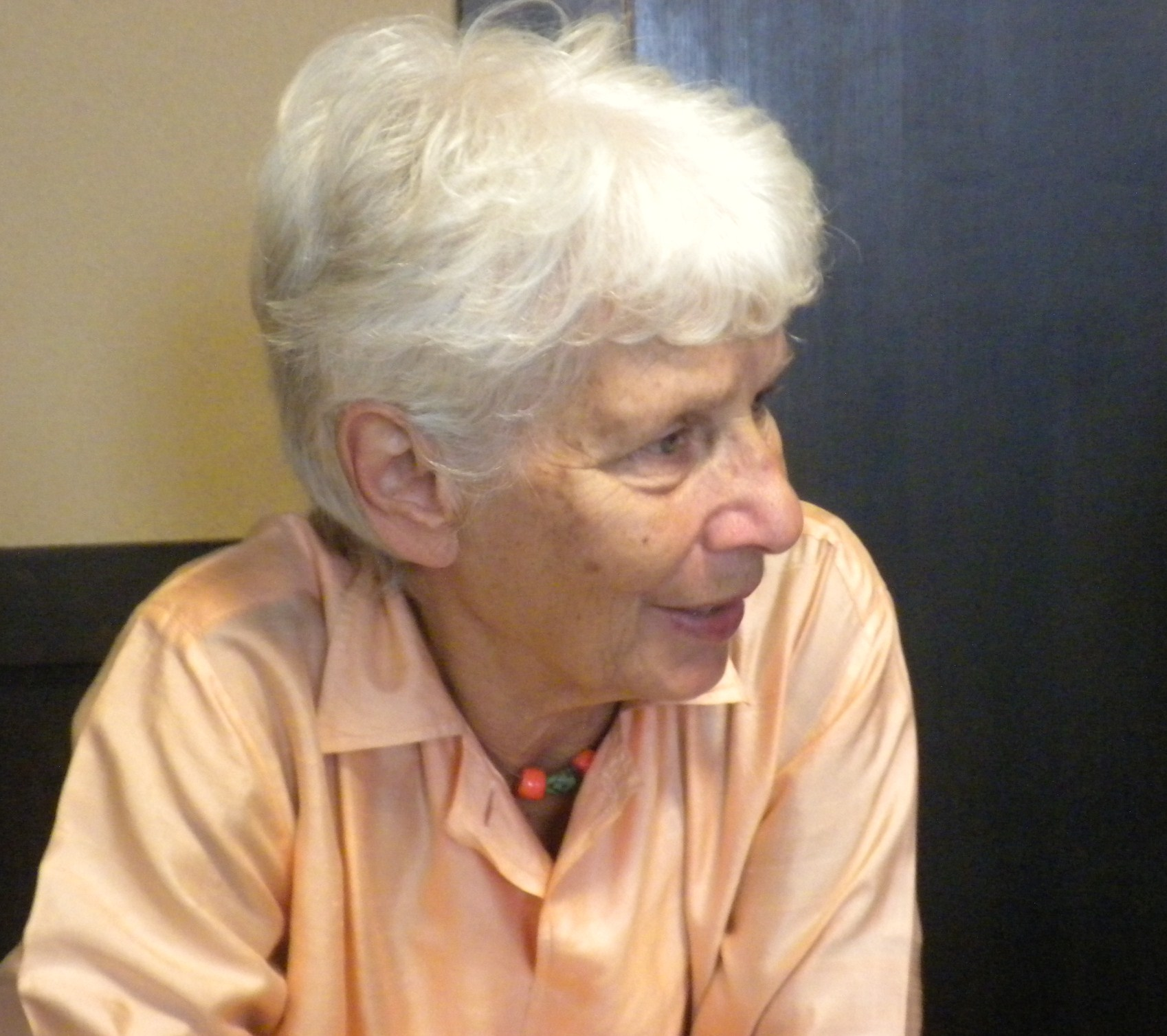
Annerose Akaike (2010)

Annerose Akaike (* 1939 in Stargard in Pommern als Annerose Billich; † 2011 in Matsumoto) war eine deutsch-japanische Ärztin und Übersetzerin von Werken aus dem Japanischen. Sie war die erste Europäerin, die in Japan als Ärztin zugelassen wurde.

## Leben
Annerose Billich wurde als Tochter eines Arztes auf dem großelterlichen Gut in Stargard geboren. Beim Vormarsch der sowjetischen Armee 1945 siedelte ihre Familie nach Lübeck um.
Wie zwei weitere ihrer vier Geschwister folgte Annerose Akaike dem beruflichen Werdegang ihres Vaters. Sie studierte Medizin, unter anderem in Kiel, Berlin und Freiburg. In Kiel lernte sie ihren Kommilitonen und späteren Ehemann Akira Akaike (jap. 赤池 陽; 1932–1986) kennen. 1969 kam Annerose Akaike mit ihrem Ehemann, der Radiologe an einer Tokioter Universitätsklinik wurde, und zwei Kleinkindern nach Tokio, wo das dritte gemeinsame Kind geboren wurde.
Um ihre Tätigkeit als Ärztin in Japan weiter ausüben zu können, musste Akaike das japanische medizinische Staatsexamen ablegen, was ihr gelang und sie zur ersten zugelassenen europäischen Ärztin in Japan überhaupt machte.
1979, im Alter von 40 Jahren, errichtete Annerose Akaike ihre eigene Klinik im OAG-Haus in Tokio, wo sie sechzehn Jahre praktizierte. Sie wurde außerdem Schulärztin der Deutschen Schule Tokyo Yokohama (DSTY).
Nach dem Tod ihres Mannes 1986 zog sie in den japanischen Küstenort Zushi unweit von Tokio.
Zehn Jahre später und über einige Umwege verschlug es Akaike in die im Norden Thailands gelegene Stadt Chiang Mai, wo sie an einer staatlichen Klinik HIV/AIDS-Kranke durch eine Kombination aus spiritueller Heilmethodik und Schulmedizin behandelte. Gemeinsam mit thailändischen Ärzten behandelte sie zeitgleich 300 ambulante und 30 stationäre Patienten. Während ihrer Arbeit in der Klinik erhielt sie den Ehrentitel Amu („Mutter“). Auch nach ihrer Rückkehr nach Japan einige Jahre später unterstützte Akaike die thailändische Organisation „Women against AIDS“ (WAA).
Zurück in Japan lernte sie den japanischen Lyriker und Übersetzer, Professor für Englisch-Amerikanische Literatur an den Universitäten in Matsumoto und Yokohama, Shōzō Kajima kennen. Sie übertrug eines seiner Bücher, von dem in Japan mehr als 400.000 Exemplare verkauft worden waren, unter dem Titel Motomenai – ohne Verlangen ins Deutsche. Das Paar lebte bis zu Anneroses Tod zusammen in Matsumoto, in der japanischen Präfektur Nagano. Auf Wunsch erhielt sie eine buddhistische Bestattung. Ihre Urne wurde in dem Zen-Tempel Jōjū-in beigesetzt.

## Übersetzungen
- Tetsuzō Wada: Ewigkeit. Meine Nur-Bewußtsein-Lehre (= Dharma-Perlen. Bd. 1). Aus dem Japanischen übertragen von Annerose Akaike. Iudicium, München 1999, ISBN 3-89129-750-5 (Dichtung aus dem Buddhismus).
- Shōzō Kajima: Motomenai – ohne Verlangen. Aus dem Japanischen übertragen von Annerose Akaike. Ryvellus, Saarbrücken 2012, ISBN 978-3-89060-602-6 (Aphorismen).

## Weblink
- Literatur von und über Annerose Akaike im Katalog der Deutschen Nationalbibliothek